# Porte de l'Eau (Berlin)
À ne pas confondre avec la porte de l'Eau à Lagrasse en France.
La porte de l'Eau (Wassertor) était une des 18 portes du mur de douane et d'accise de Berlin située au sud-ouest de cette enceinte, entre la porte de Halle à l'ouest et la porte de Cottbus à l'est. Située à Berlin-Kreuzberg, elle est construite en même temps que le canal de la Luisenstadt entre 1848 et 1852, 120 ans après le mur d'accise.
Aujourd'hui, le canal et la porte de l'Eau ont complètement disparus pour laisser la place à une place aménagée en jardin public.

## Jardin public

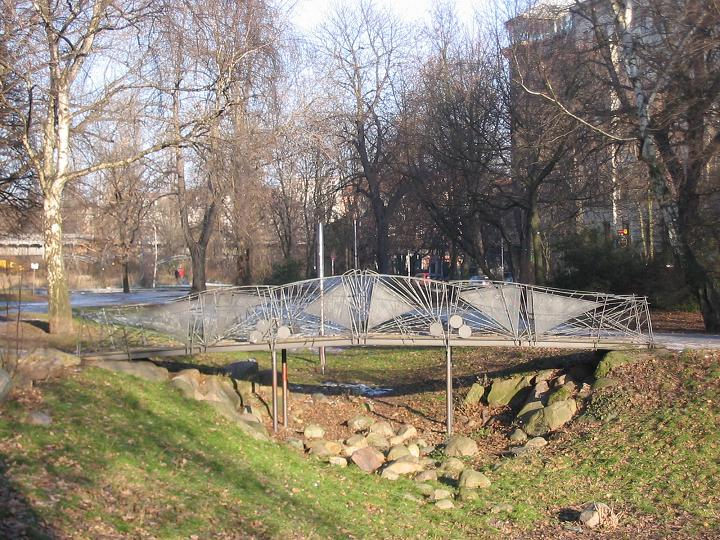
Le petit pont d'Hinrich Baller, réplique miniature de l'ancien pont de la porte de l'Eau.

Entre 1926 et 1928, l'architecte-paysagiste Erwin Barth transforme l'ancien canal comblé de la Luisenstadt en un espace vert paysager et planté destiné à la promenade ou à l’agrément du public. Cet espace arboré sur l'ancien site de la porte de l'Eau mesure 140 m. de largeur entre les rues Segitzdamm à l'ouest et Erkelenzdamm à l'est. Il mesure 200 m. de longueur du nord au sud coupé au centre par la Wassertorstraße et depuis 1900 par le pont aérien de la ligne 1 du métro de Berlin. Au nord de la place se construit une auto-école. Les paysagistes Hinrich Baller et Inken Baller aménage l'espace vert avec une mare, des statues et un petit pont au-dessus d'un fossé qui rappelle le tracé du canal et fait office de réplique en miniature du pont de la porte de l'Eau (Wassertorbrücke) qui se trouvait là jadis. L'espace vert est classé comme un jardin remarquable (Gartendenkmal) listé dans la protection du patrimoine berlinois.
Quelques façades historicistes de vieux immeubles d'habitation donnant sur le jardin rappelle que le quartier était à l'époque assez bourgeois. Aujourd'hui la partie méridionale de la place est entourée d'immeubles préfabriqués construits après-guerre (Neubau) qui sont en grande partie des logements sociaux. Comme la porte de Cottbus, la porte de l'Eau est une zone urbaine sensible classées par le sénat de Berlin comme un des quartiers prioritaires de la politique de la ville. La zone bénéficie depuis 1999 d'un programme de développement du quartier, notamment pour lutter contre le trafic de drogue.

## Transport
Bien que la place est traversée par la ligne 1 du métro de Berlin, il n'y a aucun arrêt sur la place. Il faut marcher jusqu'à la porte de Cottbus à l'est, Prinzenstraße à l'ouest ou Oranienplatz au nord pour rencontrer des arrêts de métro ou de bus.

## Galerie

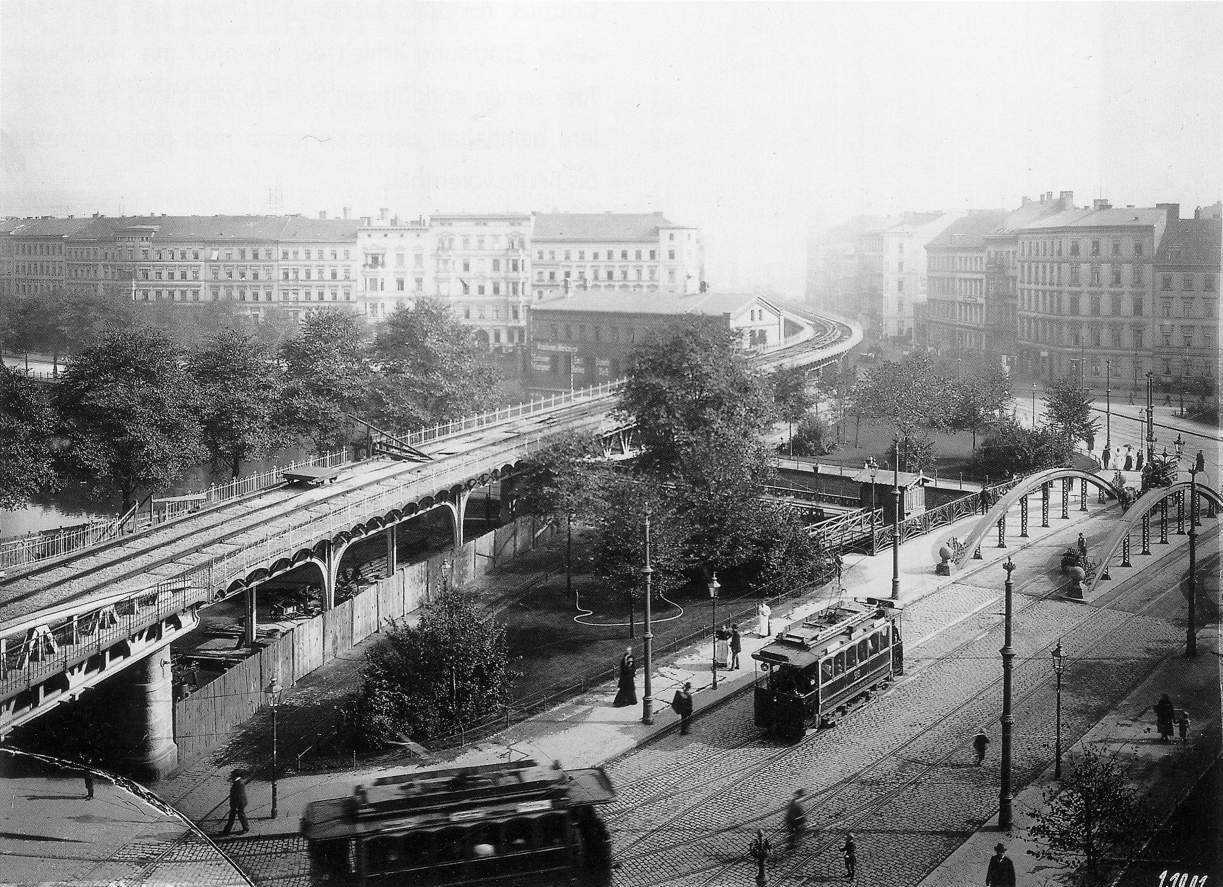
Construction du viaduc à côté de la porte (en 1901)
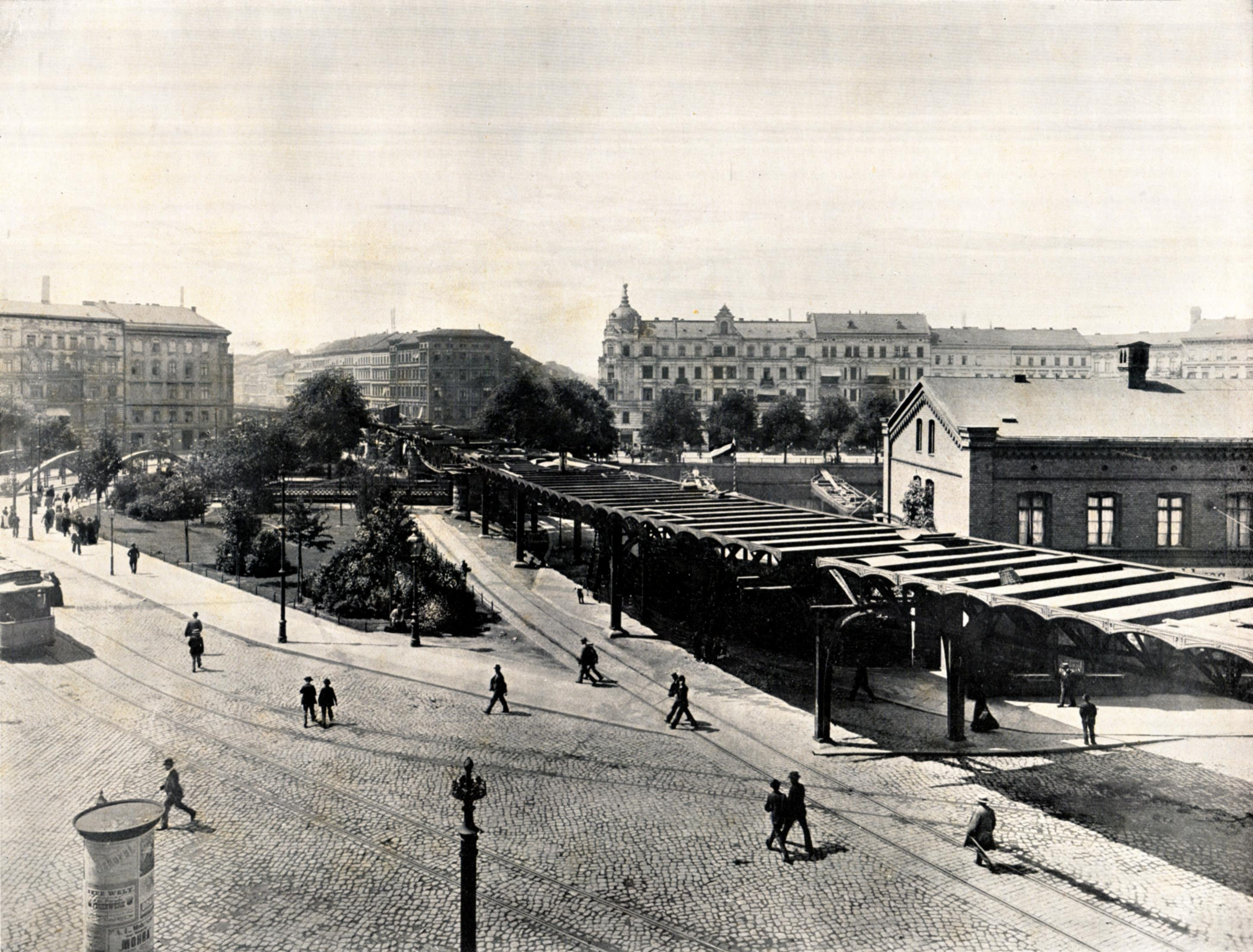
Construction du viaduc à côté de la porte (entre 1896 et 1902)
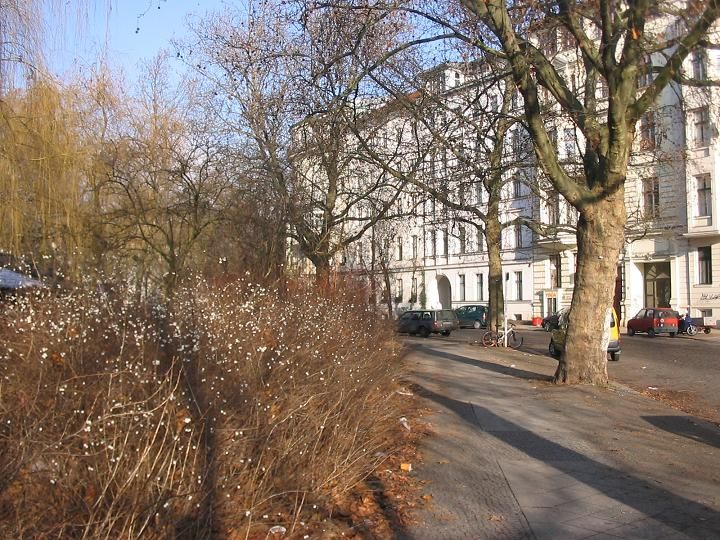
Façades d'immeubles historicistes (en 2006)
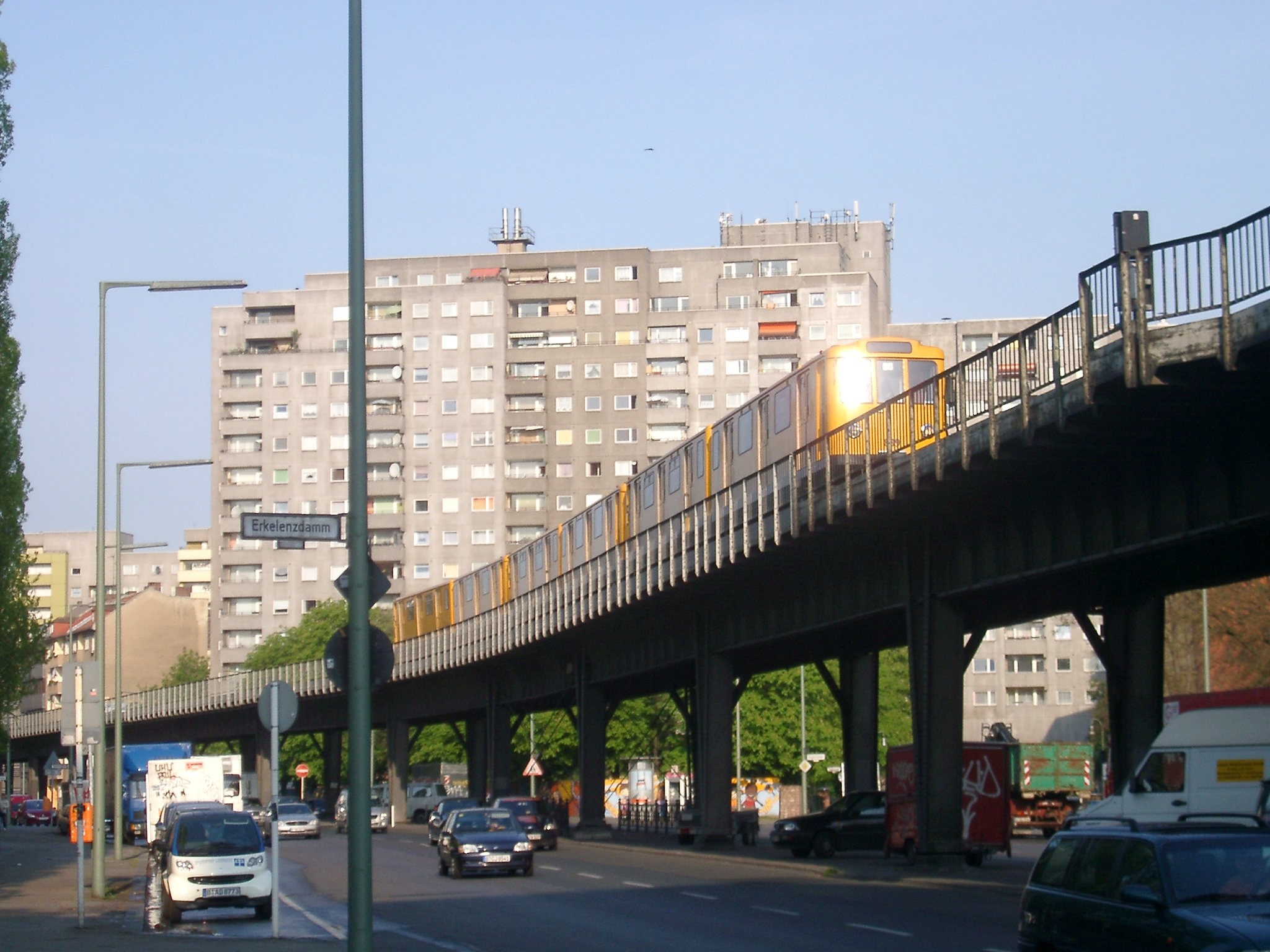
Le viaduc du métro aérien et les logements sociaux en arrière-plan (en 2006)
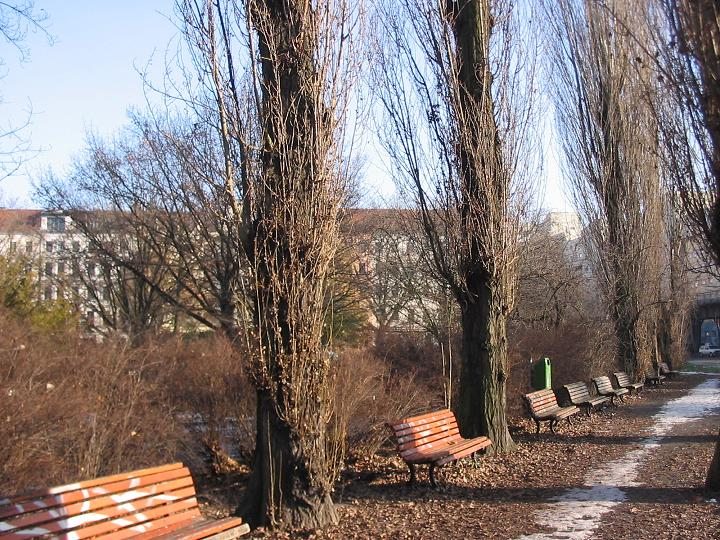
Place côté nord avec l'auto-école en arrière-plan (en 2006)